# Laura Palazzani
Laura Palazzani (Brescia, 6 gennaio 1964) è una filosofa italiana, esperta di diritto e bioeticista.

## Biografia
Laureata in Filosofia presso la Facoltà di Filosofia dell'Università Cattolica S. Cuore di Milano, ha conseguito il dottorato di ricerca in bioetica presso la Facoltà di Medicina della stessa Università (nella sede di Roma). È stata Visiting Researcher in Biomedical Ethics presso la Georgetown University, Washington. Nel 1994 è divenuta ricercatrice in filosofia del diritto presso l'Università di Roma Tor Vergata.
Dal 1999 è Professore ordinario di filosofia del diritto. Attualmente insegna presso il corso di laurea di Giurisprudenza della LUMSA filosofia del diritto e biogiuridica. È stata visiting scholar presso il King's College a Londra e il Boston College a Boston.
È stata membro del Comitato Nazionale per la Bioetica presso la Presidenza del Consiglio dei ministri (2002-2008), Vicepresidente (2008-2018), Vicepresidente vicario (2019-2022). È componente dell'European Group on Ethics in Science and New Technologies presso la Commissione Europea dal 2010. È membro del Comitato internazionale di Bioetica presso l'Unesco dal 2016. È rappresentante della delegazione italiana presso il Comitato di Bioetica del Consiglio d'Europa.
È componente del Comitato etico dell’Ospedale Pediatrico Bambino Gesù di Roma e vicepresidente del Comitato di etica clinica, Ospedale Meyer. È membro del Comitato Direttivo del Centro di Bioetica d’Ateneo dell’Università Cattolica del S. Cuore, del Comitato scientifico del Cortile dei gentili, della Pontificia Accademia per la Vita.
Ha coordinato numerose ricerche sia a livello nazionale (Prin, Firb) che internazionale. Attualmente coordina l’unità Lumsa della ricerca europea Horizon 2020 su ‘i-consent’. È valutatore etico presso la Commissione europea. Ha ricevuto la onorificenza di Commendatore dell'Ordine al Merito della Repubblica Italiana (decreto del Presidente della Repubblica, 13 gennaio 2017). Tra le pubblicazioni, oltre a numerosi articoli su riviste scientifiche nazionali ed internazionali, si segnalano le seguenti monografie e curatele:

## Monografie
- Il concetto di persona tra bioetica e diritto, Giappichelli, Torino 1996;
- Diritto naturale ed etica matrimoniale in Christian Thomasius. La questione del concubinato, Giappichelli, Torino 1998;
- Introduzione alla biogiuridica, Giappichelli, Torino 2002;
- Bioetica. Nozioni fondamentali, con Francesco D'Agostino, La Scuola, Brescia 2007;
- Identità di genere? Dalla differenza alla in-differenza sessuale, San Paolo, Milano 2008;
- Introduction to the philosophy of biolaw, Studium, Roma 2009;
- A philosophical introduction to law, Aracne, Roma 2010. Trad. it., Introduzione filosofica al diritto, Aracne, Roma 2011;
- Sex/gender: gli equivoci dell'uguaglianza, Giappichelli, Torino 2011;
- Il potenziamento umano. Tecnoscienza, etica e diritto, Giappichelli, Torino 2015;
- La filosofia per il diritto. Teorie, concetti, problemi. Giappichelli, Torino 2016;
- Cura e giustizia. Tra teoria e prassi, Studium, Roma 2017;
- Dalla bioetica alla tecnoetica: nuove sfide al diritto, Giappichelli, Torino 2017;
- Bioethics and biolaw: from theory to practice, Giappichelli, Torino 2018;
- Innovation in scientific research and emerging technologies: a challenge to ethics and governance, Springer Nature Switzerland AG and G. Giappichelli Editore, Cham (Switzerland), 2019;
- Tecnologie dell’informazione e intelligenza artificiale. Sfide etiche al diritto, Studium, Roma 2020;
- Elementi di bioetica e biogiuridica pediatrica. Teorie, questioni, casi, Giappichelli, Torino 2021;
- Biogiuridica. Teorie, questioni, analisi, Giappichelli, Torino 2021;
- Bioetica e pandemia. Dilemmi e lezioni da non dimenticare, Morcelliana, Brescia 2022;
- Compendio di bioetica, Scholé, Brescia 2023.

### Curatele
- Il diritto tra uguaglianza e differenza di genere, Giappichelli, Torino 2005;
- Bioetica e differenza di genere, Studium, Roma 2007;
- Nuove biotecnologie, biodiritto e trasformazioni della soggettività, Studium, Roma 2007;
- L'interesse del minore tra bioetica e biodiritto, Studium, Roma 2010;
- Diritti e doveri alla fine della vita, Studium, Roma 2010;
- Gen-jus: la consulenza tra genetica e diritto, Studium, Roma 2011;
- Filosofia del diritto e secolarizzazione. Percorsi, profili, itinerari, Studium, Roma 2011;
- Il diritto nelle neuroscienze. Non siamo i nostri cervelli, con Roberto Zannotti, G. Giappichelli, Torino 2013;
- Verso la salute perfetta, Studium, Roma 2014.